# Sabrina – Total Verhext!
Sabrina – Total Verhext! (Originaltitel: Sabrina, the Teenage Witch) ist eine US-amerikanische Sitcom, die von 1996 bis 2000 auf ABC und danach noch bis 2003 auf The WB lief.

## Handlung
Die Serie handelt von der Jugendlichen Sabrina Spellman, die bei ihren Tanten Hilda und Zelda wohnt und an ihrem 16. Geburtstag von ihnen erfährt, dass sie eine Halbhexe ist. Von diesem Zeitpunkt an muss sie lernen, ihre Zauberkräfte kontrolliert einzusetzen und Verantwortung zu übernehmen. Dabei stehen ihr neben ihren Tanten der sprechende Kater Salem und viele Verwandte und Freunde aus dem „Anderen Reich“ zur Seite. Salem Saberhagen ist vom Hexenrat zur Strafe in einen Kater verwandelt worden, nachdem er versucht hatte, die Weltherrschaft an sich zu reißen. Hilda Spellman, die zu seiner Gefolgschaft gehört hat, muss sich als Strafe um den verwandelten Salem kümmern. Sabrinas Vater wohnt im Anderen Reich und kommuniziert nur selten mit ihr. Ihre Mutter ist Archäologin. Sabrina darf sie erst sehen, sobald sie ihre Hexenlizenz hat, andernfalls würde sich ihre Mutter in Wachs verwandeln.
In der ersten Staffel ist sie neu auf der Schule und freundet sich mit einer „Sterblichen“ namens Jennifer „Jenny“ Kelley an und lernt den Footballspieler Harvey Kinkle kennen, in den sie sich verliebt. Die Cheerleaderin Libby Chessler wird zu Sabrinas Rivalin, da Libby versucht, Sabrina das Leben schwer zu machen.
In der zweiten Staffel wird Sabrina 17 und erfährt, dass sie eine Hexenlizenz benötigt, um ihre Zauberkräfte auch behalten zu können. Ihr wird ein „Quizmaster“ namens Albert aus dem Anderen Reich zugeteilt, der sie immer wieder, auch in den unpassendsten Momenten, einem Test unterzieht. Ihre Freundin Jenny ist jetzt nicht mehr auf der Schule, aber Sabrina lernt Valerie Birckhead kennen. Sabrina ist jetzt mit Harvey zusammen. Ihr griesgrämiger, gemeiner Konrektor Willard Kraft verliebt sich in ihre Tante Hilda, die ihn aber eklig und abstoßend findet.
In der dritten Staffel erhält Sabrina ihre Hexenlizenz, aber um diese nutzen zu können, muss sie das Familiengeheimnis lösen, was ihr am Ende auch gelingt. Während dieser Staffel bekommt sie Besuch von Familienmitgliedern, die Hinweise für sie hinterlassen. Ihre Tante Zelda ist jetzt mit dem Konrektor Willard Kraft zusammen, was für die übrigen Hausbewohner, Sabrina, Hilda und Salem, schrecklich ist.
In der vierten Staffel wird Sabrina die Mentorin der jungen Hexe Dreama, welche von ihr nun Unterricht in Zauberei bekommt. Ihre Rivalin Libby und ihre Freundin Valerie haben beide die Westbridge High verlassen; Mr. Willard Kraft ist jetzt Direktor. Außerdem kommt sie mit Harveys Freund Brad Alcerro nicht gut aus, der ein Hexenjäger ist, das heißt, dass er, ohne es zu wissen, ihre Zauberkraft spüren kann. In dieser Staffel nimmt sie einen Job in einem Café an und kämpft gegen die Gefühle für ihren Chef Josh.
Zu Beginn der fünften Staffel schließt Sabrina die Highschool ab, zieht in ein Studentenheim und Harvey trennt sich von ihr, nachdem sein Verzaubert-Werden-Limit erreicht wurde und seine Erinnerungen an Sabrinas Zaubern nicht mehr gelöscht werden können. Ihre Mitbewohner im College sind Morgan Cavanaugh, ein unzuverlässiges Party-Girl, Roxie King, eine griesgrämige Pessimistin, und Miles Goodman, ein Computer-Geek, der an Übersinnliches glaubt. Zelda findet eine Stelle als Professorin auf Sabrinas College und Hilda kauft schließlich das Café, in dem Sabrina arbeitet, nachdem ihr Uhrenladen durch einen Zauber explodiert ist.
Seitdem finden die Handlungen von Hilda, Zelda und Salem meistens getrennt und ohne Einfluss auf Sabrina statt, während diese oft allein zurechtkommt.
Zu diesem Zeitpunkt kam es zu Streitigkeiten zwischen den Produzenten und dem Sender ABC in Bezug auf die Finanzen, weswegen die Serie zu The WB wechselte. Dort wollte man jedoch eine ältere Zielgruppe ansprechen und ließ fast alle Nebencharaktere und Drehbuchautoren austauschen. Lediglich Harvey wurde nach Zuschauerprotesten wieder in die Serie zurückgebracht, er muss nun mit Sabrinas neuen Freunden Josh und Aaron um ihre Gunst kämpfen.

## Figuren

### Sabrina Spellman
Sabrina ist zu Beginn der Serie 16 Jahre alt und die Hauptperson der Serie. In der ersten Staffel ist sie neu an der Schule und beginnt erst zu lernen, mit ihren neuen Zauberkräften umzugehen. Sie ist ausgesprochen ehrgeizig und bekommt fast immer gute Noten. Sie ist zugleich ein sehr gerechter Mensch, was sie zum totalen Gegenstück von Libby macht. Sabrina war in den Staffeln 2, 3 und 4 mit Harvey zusammen. Ihre magischen Kräfte sorgen in der Beziehung des Öfteren für Chaos. Als Sabrina die Schule abschließt und aufs College geht, verliebt sie sich in ihren Chef Josh. Gegen Ende von Staffel 5 und die gesamte Staffel 6 sind beide fest zusammen. Sabrina ist sich aber oft ihrer Gefühle nicht sicher. Als Josh sie am Ende von Staffel 6 verlässt, um einen Job in Prag anzunehmen, kommt sie Mitte der 7. Staffel mit Aaron zusammen, mit dem sie sich verlobt. Die Hochzeit platzt aber in der letzten Folge, als Sabrina Aaron am Altar stehen lässt und sich für Harvey entscheidet.
Sabrina ist generell ein sehr optimistischer Charakter, der einen guten Sinn für Humor hat.

### Zelda Spellman
Zelda ist Sabrinas Tante und zugleich die älteste und klügste Person im Haus. Sie ist sehr intelligent und hat im Laufe der Zeit mehrere Doktor- und Professorentitel angesammelt. Zu Beginn der Serie ist sie zwischen 650 und 680 Jahre alt. Sie ist zugleich die Strengere, aber auch die Verständnisvollere der beiden, und weiß zu allen magischen Problemen die richtige Antwort. Sie war erst einmal verheiratet und hat im Laufe der Serie mehrere Freunde. In der dritten und vierten Staffel ist sie mit Sabrinas Konrektor Willard Kraft zusammen, was die anderen Spellmans furchtbar finden. In der fünften Staffel nimmt sie, um Sabrina nahe zu sein, einen Job als Professorin in Sabrinas College an. In der ersten Folge der 7. Staffel kommt heraus, dass sie ihr Erwachsensein aufgegeben hat, um Sabrina das Leben zu retten.

### Hilda Spellman
Hilda ist Sabrinas jüngere Tante. Sie ist bei Weitem nicht so schlau wie der Rest der Spellmans, was sie äußerst naiv und leichtgläubig macht. Sie war einst eine Handlangerin von Salem, als dieser die Weltherrschaft an sich reißen wollte. Deshalb muss sie sich um Salem kümmern. Hilda liebt Sabrina wie ihre eigene Tochter und steht dieser auch immer mit Rat und Tat zur Seite. In der 2. Staffel ist sie eher widerwillig mit Willard Kraft zusammen. In der vierten Staffel ist sie Besitzerin eines kleinen Uhrenladens, der später durch einen Zauber explodiert. In der fünften Staffel kauft sie das Café, in dem Sabrina arbeitet. Im Laufe der Zeit hat auch sie mehrere eher schlecht laufende Beziehungen, bevor sie Ende der 6. Staffel ihren Seelenverwandten heiratet und mit diesem wegzieht.
Hilda und Zelda haben noch eine Schwester namens Vesta.

### Salem Saberhagen
Salem ist ein vom Hexenrat in eine Katze verwandelter Hexenmeister. Er hat einst versucht, die Weltherrschaft an sich zu reißen. Er liebt es, andere hin und her zu scheuchen und sich auf Händen tragen zu lassen. Probleme im Haus kommentiert er stets sarkastisch oder unpassend, dabei ist er immer auf das schnelle Geld aus. Salem, der immer als störend empfunden wurde, lebt seit der 6. Staffel auf freiwilliger Basis bei den Spellmans, nachdem Hilda begnadigt worden ist und Salem in ein Arbeitslager geschickt werden sollte.
Salem, der im Laufe der Serie als Sabrinas persönlicher Mentor in allen Lebenslagen dient, neigt jedoch auch dazu, ihr Vertrauen auszunutzen, um sich selbst zu begünstigen. Ein Running Gag ist sein ständiger Versuch, wieder ein Mensch zu werden.

### Harvey Kinkle
Harvey Kinkle ist Sabrinas fester Freund von Staffel 2–4. Harvey ist „Ersatz-Football-Spieler“ an der Schule und auch nicht der Klügste. Trotzdem bemüht er sich immer um Anerkennung. Er ist sehr naiv und leichtgläubig, was die Tatsache, dass er öfter Opfer von misslungener Magie wird, sehr erleichtert. In der letzten Folge der 4. Staffel erfährt er, dass Sabrina eine Hexe ist. Er verlässt sie und bricht den Kontakt zu ihr ab. In der 6. Staffel taucht er wieder als neuer Freund von Sabrinas Mitbewohnerin Morgan auf. Im Laufe der Handlung zeichnet sich ab, dass er immer noch starke Gefühle für Sabrina hat. Ende der 6. Staffel gesteht er ihr seine Liebe erneut, gibt sie aber auf. In der 7. Staffel kämpft er mit Salems Hilfe um Sabrina und beide kommen zum Serienende endgültig zusammen.
Harvey hat einen Bruder und eine Schwester. Die Schwester trägt den Namen Una Kinkle. Sie kommt in der 3. Staffel zur Welt. Der Name des Bruders wurde nie genannt.

### Libby Chesler
Libby ist Cheerleaderin und Sabrinas größte Feindin in der High School. Sie ist äußerst arrogant, selbstverliebt und kaltherzig. Sie versteht es, alles zu ihren Gunsten zu verdrehen und zu manipulieren. Besonders Mr. Kraft ist ihr völlig verfallen und verschwendet Schulgelder für Libby und die Cheerleader. In der dritten Staffel versucht sie laufend, Sabrina Harvey auszuspannen, was ihr jedoch niemals gelingt. Anfang der vierten Staffel schicken Libbys Eltern sie auf ein Internat.

### Willard Kraft
Ist zunächst Konrektor und später Direktor an Sabrinas Schule. Er ist streng und äußerst erpicht auf Regeln. Er fällt für die Schüler meistens nachteilige Entscheidungen, außer für Libby, der er verfallen ist und für die er immer Schulgelder übrig hat. Er ist äußerst unbeliebt und gilt unter den Schülern als griesgrämig und gemein. In der zweiten Staffel verliebt er sich in Hilda, die nur mit ihm eine Beziehung eingeht, um Sabrina zu schützen. In der 3. und 4. Staffel ist er mit Zelda zusammen. Die Beziehung endet mit einer Schlammschlacht zwischen den beiden.

### Roxie King
Roxie ist ab der 5. Staffel Sabrinas Zimmergenossin. Sie ist, als sie Sabrina kennenlernt, nicht von ihrer fröhlichen Art begeistert und lehnt sie ab. Im Laufe der Zeit werden die beiden aber gute Freundinnen, die gerne Zeit miteinander verbringen. Roxie ist eher mürrischer Natur, da sie aus einem kaputten Elternhaus stammt. Als ihre Mutter wieder aus dem Gefängnis kommt, taut sie aber weiter auf. Sie ist eine scharfe Gegnerin von Mode und Vorurteilen. In der 7. Staffel zieht sie mit Morgan ins Haus der Spellmans.

### Morgan Cavanaugh
Morgan ist ab der 5. Staffel zu sehen und will Modedesignerin werden. Sie ist zu Beginn die Hausälteste im Studentenhaus, nimmt sowohl diesen Job als auch ihr Studium nicht ernst, da sie sich mehr für Mode, Partys und Jungs interessiert. Charakterlich ist sie das totale Gegenstück zu Roxie. Sie ist zunächst mit Josh, später mit Harvey zusammen. Als ihr Vater ihr den Geldhahn zudreht, nimmt sie widerwillig einen Job in Hildas Café an, welchen sie ebenfalls nicht ernst nimmt.

### Valerie Birkhead
Valerie ist in den Staffeln 2 und 3 Sabrinas beste Freundin. Sie möchte unbedingt beliebt sein, was ihr jedoch nie gelingt. Stattdessen ist die des Öfteren Opfer von Libbys Spott. Sabrinas Versuche, Valerie mit Magie zu helfen, scheitern jedoch stets. Valerie verlässt Anfang der 4. Staffel die Schule und zieht mit ihrer Familie nach Alaska.

### Weitere Charaktere
- Amanda Wiccan (Staffel 1–7) – Sabrinas jüngere Cousine
- Jennifer (Jenny) Kelly (Staffel 1) – Sabrinas erste Freundin an der Schule
- Mr. Eugene Pool (Staffel 1) – Biologielehrer an Sabrinas Schule
- Mrs. Quick (Staffeln 2–4) – eine schüchterne und naive Lehrerin, die versucht Libby zu bändigen
- Dreama (Staffel 4) – eine Junghexe, der Sabrina Unterricht geben soll
- Brad Alecco (Staffel 4) – Harveys bester Freund und ohne es zu wissen ein Hexenjäger, der Sabrina in eine Maus verwandeln kann
- Josh Blackhart (Staffeln 4–6) – Sabrinas Chef im Café, später zuerst Morgans, dann Sabrinas fester Freund; er verlässt sie für einen Job bei einer Zeitung in Prag
- Miles Goodman (Staffeln 5 und 6) – Mitbewohner von Sabrina, Roxie und Morgan; besessen von der Existenz von Aliens und übernatürlichen Wesen
- Arthur Carlin (Staffeln 5 und 6) – Englischprofessor und Freund von Zelda, jedoch hat er auch noch eine andere Frau, wie Hilda herausfinden muss.

## Hintergründe
- Die Hexe Sabrina tauchte erstmals im Oktober 1962 in einer Ausgabe der Archie-Comics des gleichnamigen Verlags auf.
- Ab 1971 strahlte der Sender CBS die Zeichentrickserie Sabrina, the Teenage Witch aus.
- Von 1999 bis 2000 wurde die Zeichentrickserie Sabrina the Animated Series produziert. 2002 wurde ein Zeichentrickfilm mit dem Titel Simsalabim Sabrina – Freunde für immer ausgestrahlt, bevor 2003 eine Fortsetzung der Zeichentrickserie als Sabrina’s Secret Life startete. In Deutschland wurden beide Serien unter dem Titel Simsalabim Sabrina gezeigt.
- Melissa Joan Hart absolvierte in ihrer Rolle als Sabrina Gastauftritte in einigen anderen Fernsehserien:[1]
  - Clueless – Die Chaos-Clique, 1.17: Mister Fehlerlos
  - Das Leben und Ich, 5.05: Die Hexen von Pennbrook
  - Bezaubernder Dschinni, 1.07: Denn sie wissen nicht, was sie tun (zusammen mit Salem)
  - Teen Angel, 1.07: Bob mit dem Hundeblick
- Seit 2018 ist mit Chilling Adventures of Sabrina eine wesentlich düsterere Serienadaption der Figur Sabrina auf Netflix abrufbar. Diese basiert allerdings auf einer alternativen Version der Comicvorlage.

## Filme
Die Serie ging aus dem Fernsehfilm Sabrina und die Zauberhexen hervor, der in Deutschland von ProSieben ausgestrahlt wurde. Nach dem 1996 produzierten Pilotfilm wurden alle Rollen, mit Ausnahme von Sabrina und Jennifer Kelly, neu besetzt.
Daneben wurden im Rahmen der Serie zwei Folgen in Spielfilmlänge produziert, die allerdings nicht direkt an die Handlung der Serie anschließen (unter anderem stellt Lindsay Sloane in Sabrina verhext Australien eine Meerjungfrau dar, während sie zuvor in der Serie Sabrinas beste Freundin Valerie spielte):
- Sabrina verhext in Rom (während der 3. Staffel)
- Sabrina verhext Australien (während der 4. Staffel)

## Besetzung und Synchronisation
| Rolle                         | Schauspieler      | Synchronsprecher       | Hauptrolle (Folgen) | Gastrolle (Folgen) |
| ----------------------------- | ----------------- | ---------------------- | ------------------- | --- |
| Sabrina Spellman              | Melissa Joan Hart | Sonja Reichelt         | 1.01–7.22           | |
| Salem Saberhagen              | Nick Bakay        | Frank Engelhardt       | 1.01–7.22           | |
| Hilda Spellman                | Caroline Rhea     | Katrin Fröhlich        | 1.01–6.22           | 7.22 |
| Zelda Spellman                | Beth Broderick    | Dagmar Dempe           | 1.01–6.22           | |
| Harvey Kinkle                 | Nate Richert      | Johannes Raspe         | 1.01–4.22           | 5.14, 5.17, 5.20, 5.22, 6.03–6.04, 6.06, 6.09–6.10, 6.13, 6.15, 6.18, 6.20, 6.22, 7.01–7.04, 7.06–7.07, 7.10, 7.15–7.16, 7.18, 7.20, 7.22 |
| Jenny Kelly                   | Michelle Beaudoin | Melanie Manstein       | 1.01–1.24           | |
| Libby Chessler                | Jenna Leigh Green | Scarlet Cavadenti      | 1.01–3.24           | |
| Eugene Pool                   | Paul Feig         | Hans-Georg Panczak     | 1.01–1.24           | |
| Valerie Birckhead             | Lindsay Sloane    | Uta Kienemann          | 2.01–3.24           | |
| Willard Kraft                 | Martin Mull       | Leon Rainer            | 2.01–4.22           | |
| Roxie King                    | Soleil Moon Frye  | Natascha Geisler       | 5.01–7.22           | |
| Morgan Cavanaugh              | Elisa Donovan     | Christine Stichler     | 5.01–7.22           | |
| Amanda Wiccan                 | Emily Hart        | Katharina Iacobescu    |                     | 1.05, 2.05, 3.16, 4.20 |
| Amanda                        | Emily Hart        | Shandra Schadt         |                     | 5.18, 6.17, 7.08, 7.22 |
| Direktor Larue                | Tom McGowan       | Norbert Gastell        |                     | 1.02, 1.04, 1.22 |
| Sabrinas Quizmaster (Albert)  | Alimi Ballard     | Florian Halm           | 2.01–2.26           | |
| Mrs. Quick                    | Mary Gross        | Marion Sawatzki        |                     | 2.01–4.19 |
| Josh Blackhart                | David Lascher     | Alexander Brem         | 4.06–4.22           | |
| Josh                          | David Lascher     | Jens-Holger Kretschmer | 5.01–6.22           | |
| Dreama                        | China Shavers     | Sandra Schwittau       | 4.02–4.21           | |
| Brad Alcerro                  | Jon Huertas       | Dominik Auer           | 4.01–4.22           | |
| Kevin                         | Michael Trucco    | Florian Halm           |                     | 5.15, 5.16, 5.17 |
| Miles Goodman                 | Trevor Lissauer   | Pascal Breuer          | 5.01–6.22           | |
| Großtante Irma                | Barbara Eden      | Heidi Treutler         |                     | 6.09, 6.16, 7.20 |
| Annie                         | Diana-Maria Riva  | Elisabeth Günther      | 7.01–7.14           | |
| Cole                          | Andrew Walker     | Dirk Meyer             | 7.02–7.14           | |
| Leonard                       | John Ducey        | Matthias Klie          | 7.02–7.14           | |
| Aaron Jacobs                  | Dylan Neal        | Jacques Breuer         | 7.13–7.22           | |
| James                         | Bumper Robinson   | Philipp Brammer        | 7.02–7.14           | |
| Drell (Hexenratsvorsitzender) | Penn Jillette     | Wolfgang Müller        |                     | 1.01, 1.04, 1.13, 1.17 |
| Roland                        | Phil Fondacaro    | Michael Habeck         |                     | 1.24, 2.17, 3.04, 3.17, 4.15 |
| Dashiel                       | Donald Faison     | Alexander Brem         |                     | 2.25, 2.26, 3.01 |
| Mike Shelby                   | George Wendt      | Joachim Höppner        |                     | 6.03, 6.07, 6.10, 6.11, 6.12, 6.18 |
| Jill                          | Bridget Flanery   | Michaela Degen         |                     | 1.01, 1.02, 1.09, 1.18, 1.21, 1.23, 2.01, 2.02, 2.19                                                                                      |
| Cee Cee                       | Melissa Murray    | Jennifer Böttcher      |                     | 1.01, 1.02, 1.09, 1.18, 1.23 |

### Musikalische Gaststars
| Folge | Episodenname           | Künstler                     | Synchronsprecher              |
| ----- | ---------------------- | ---------------------------- | ----------------------------- |
| 1.15  | Dritter Frühling       | Violent Femmes               |                               |
| 2.04  | Blind Date             | Davy Jones                   | Tobias Lelle                  |
| 2.07  | Party Time             | 10,000 Maniacs               |                               |
| 2.12  | Das Weihnachtsfräulein | Johnny Mathis                | Claus Brockmeyer              |
| 2.18  | Sabrina Goes Rock      | Backstreet Boys              |                               |
| 3.15  | Piraten im Haus        | *NSYNC                       |                               |
| 4.01  | Paris ruft             | Britney Spears               | Melanie Manstein              |
| 4.08  | Eine Frage des Alters  | Paula Abdul                  |                               |
| 5.17  | Strandparty            | Aaron Carter, Frankie Avalon | Crock Krumbiegel (nur Avalon) |
| 5.22  | Endlich                | Eden’s Crush                 |                               |
| 6.09  | Hexengeburtstag        | Isaac Hanson                 |                               |
| 6.13  | Goofys Liebesschwüre   | Usher                        | Florian Halm                  |
| 7.01  | Auf Jobsuche           | Mark Wilkerson               | Manfred Trilling              |
| 7.03  | Was ist schon normal?  | Ashanti (Sängerin)           |                               |
| 7.04  | Das Biest              | Da Brat                      | Sandra Schwittau              |
| 7.07  | Sammelleidenschaft     | Goo Goo Dolls                |                               |
| 7.08  | Avril, Avril           | Avril Lavigne                | Ilona Otto                    |
| 7.11  | Lügen und Klamotten    | Daniel Bedingfield           |                               |

## DVD-Veröffentlichung

### Veröffentlichung in Deutschland
Die Paramount-Serie wird in Deutschland vom Label KSM veröffentlicht. Zwischen November 2014 und Oktober 2015 erschien die gesamte Serie in sieben Staffelboxen mit jeweils 4 bis 5 DVDs. Am 30. August 2016 wurde eine Gesamtbox mit allen Folgen auf 31 DVDs herausgegeben. Der Pilotfilm Sabrina und die Zauberhexen erschien im Januar 2015 auf DVD. Eine Box mit allen drei Filmen folgte im Juli 2016.

### Internationale Veröffentlichungen
In den Vereinigten Staaten erschienen die ersten drei Staffeln in jeweils einer 4-DVD-Box und die letzten vier Staffeln in jeweils einer 3-DVD-Box. Außerdem wurde die gesamte Serie in einer Gesamtbox mit 24 DVDs veröffentlicht. Die DVD-Fassungen unterscheiden sich von den Originalversionen, die im Fernsehen ausgestrahlt wurden. Einige Szenen wurden entfernt und Musik wurde ausgetauscht. In der DVD-Box zur siebten Staffel ist der Fernsehfilm Sabrina verhext in Rom als Bonus enthalten. Der zweite Fernsehfilm Sabrina verhext Australien ist nie auf DVD erschienen. Alle sieben Staffeln sind auch schon in Großbritannien und Australien erschienen.